# Gettin' Jiggy wit It

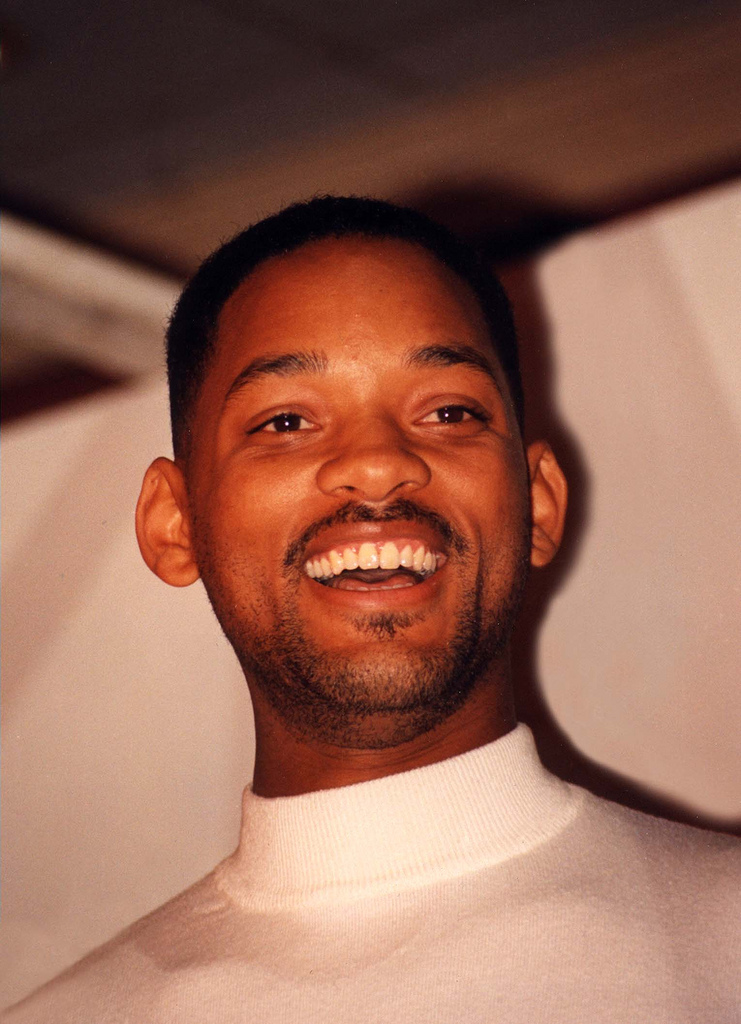
Will Smith.

Getting Jiggy Wit It est une chanson enregistrée en 1998 par Will Smith pour son album Big Willie Style. Elle fut produite par Poke and Tone, en remplacement de l'ancien producteur Jazzy Jeff. La chanson empruntait des éléments de la chanson He's the Greatest Dancer de Sister Sledge. Elle est restée trois semaines dans le palmarès Billboard Hot 100 et a gagné un Grammy pour meilleure performance solo.
La rumeur attribue la paternité des paroles à Nas, qui dément, selon lui la confusion vient du fait qu'il était présent auprès de Will quand ce dernier a composé les paroles.